# Апіче
Апіче (італ. Apice) — муніципалітет в Італії, у регіоні Кампанія, провінція Беневенто.
Апіче розташоване на відстані близько 230 км на південний схід від Рима, 70 км на північний схід від Неаполя, 13 км на схід від Беневенто.
Населення — 5727 осіб (2014).
Щорічний фестиваль відбувається 24 червня. Покровитель — святий Іван Хреститель.

## Демографія
Населення за роками:

Станом на 1 січня 2023 року в муніципалітеті офіційно проживало 147 іноземців з 19 країн, серед них 51 громадянин країн Євросоюзу та 29 громадян України.

## Сусідні муніципалітети
- Аріано-Ірпіно
- Боніто
- Буональберго
- Кальві
- Меліто-Ірпіно
- Мірабелла-Еклано
- Монтекальво-Ірпіно
- Падулі
- Сан-Джорджо-дель-Санніо
- Сант'Арканджело-Тримонте
- Вентікано